# Brice Loubet
Pour les articles homonymes, voir Loubet.
Brice Loubet, né le 29 mai 1995, est un pentathlonien français. 

## Carrière
Il est médaillé d'or en relais avec Simon Casse aux Championnats d'Europe de pentathlon moderne 2018 et médaillé d'or par équipes aux Championnats du monde de pentathlon moderne 2018.
Aux Championnats d'Europe de pentathlon moderne 2021, il est médaillé d'argent en individuel et par équipes.